# Apanteles adreus
Apanteles adreus är en stekelart som beskrevs av Nixon 1965. Apanteles adreus ingår i släktet Apanteles och familjen bracksteklar. Inga underarter finns listade i Catalogue of Life.